# Franzosenwiesen (Wesertal)
Die Franzosenwiesen sind eine in der Gemeinde Wesertal gelegene Wiese, die aus dem Wesertal nahe der Ortschaft Gewissenruh in den Reinhardswald hinein verläuft. Durchquert wird das Gebiet von der Kreisstraße 76 sowie den Wanderwegen X4 und X14 und dem Fluss Landbecke. Die Wiesen gelangten dadurch zu ihrem Namen, dass Franzosen nach dem Zweiten Weltkrieg auf ihnen lagerten.
Koordinaten: 50° 56′ 43″ N, 8° 48′ 13″ O